# Solberg, Härnösands kommun
Solberg är en by och småort i Härnösands kommun. Den omfattade tidigare också bebyggelsen i samhället Brunne varvid den fick beteckningen Brunne och Solberg. Från 2015 räknas dock Brunne som en egen småort.